# Nierdzewny / Remixed
Nierdzewny/Remixed – dwupłytowy album wydany 17 czerwca 2016. Na pierwszej płycie znalazł się piąty solowy album Michała Wiśniewskiego, a na drugiej – zremiksowane wersje 13 przebojów zespołu Ich Troje, wykonane przez duet producentów Demetro & McClain.
W nagraniach do albumu wzięli udział, oprócz Wiśniewskiego: Marta Milan, Jacek Łągwa, Justyna Majkowska, Anna Świątczak oraz Hania Hołek. 9 maja radiową premierę miał pierwszy singiel "Nie zatrzymasz mnie", a 14 czerwca premierę miał teledysk do duetu Michała Wiśniewskiego i Justyny Majkowskiej „Krzyk”.
Album dotarł do 43. miejsca w zestawieniu OLiS.

## Lista utworów
CD1: Nierdzewny
1. Amo vitam
2. Nie zatrzymasz mnie
3. Papierosy wóda sex
4. Szmal na bal
5. Tango syzyfa
6. Karawana jedzie dalej
7. Ja nie muszę nic
8. Tęsknię
9. Sprawy przyziemne
10. Wystarczysz ty
11. Wab milion bab
12. Krzyk
13. Cigarettes & booze & sex (accoustic)
14. Papierosy wóda sex (demetro|mcclain mix)
15. Nie zatrzymasz mnie (demetro|mcclain mix)

CD2: Remixed
1. Prawo remixed
2. Wypijmy za to remixed
3. Zawsze z tobą chciałbym być remixed
4. Tobą oddychać chcę remixed
5. Bóg jest miłością remixed
6. Babski świat remixed
7. Walczyk bujaj się remixed
8. Miłość i zdrada remixed
9. Geranium remixed
10. A wszystko to… (bo ciebie kocham) remixed
11. Powiedz remixed
12. Jeanny remixed
13. Plus de frontières - no more borders remixed